# Les Innocents (album)
Pour les articles homonymes, voir Les Innocents.
Albums de Les Innocents
Post-partum
(1995) Mandarine
(2015)
Singles
1. Le Cygne
Sortie : 1999
2. Danny Wilde
Sortie : 1999
3. Une vie moins ordinaire
Sortie : 2000

Les Innocents est le quatrième album du groupe de musique Les Innocents. Cet album homonyme, publié en 1999, est le dernier du groupe avant leur séparation qui dure de 2000 à 2013.
J. P. Nataf et Jean-Christophe Urbain écrivent et chantent les chansons de cet album séparément. Contrairement aux précédents albums, ils quittent la France pour rejoindre le Royaume-Uni : c'est à Bath, dans les studios RealWorld de Peter Gabriel, qu'ils se retrouvent pour l'enregistrement de l'album,.

## Accueil critique
Le disque est accueilli favorablement par la critique,, mais ses ventes déçoivent.

## Liste des titres
| 1.    | Sur la terre arrosée (Jean-Christophe Urbain) | 4:14 |
| 2.    | Une vie moins ordinaire (J. P. Nataf)         | 5:06 |
| 3.    | Petite Flamme (J. P. Nataf)                   | 3:34 |
| 4.    | Les Cailloux (Jean-Christophe Urbain)         | 3:34 |
| 5.    | Le Cygne (J. P. Nataf)                        | 4:37 |
| 6.    | Les Moutons (Jean-Christophe Urbain)          | 1:40 |
| 7.    | D'Hendaye à Collioure (J. P. Nataf)           | 4:20 |
| 8.    | Danny Wilde (Jean-Christophe Urbain)          | 3:32 |
| 9.    | Fanfare (Jean-Christophe Urbain)              | 4:24 |
| 10.   | Susan Sarandon (J. P. Nataf)                  | 4:25 |
| 11.   | Tu sais lire (Jean-Christophe Urbain)         | 3:33 |
| 12.   | Maubert (Jean-Christophe Urbain)              | 4:22 |
| 13.   | Treize                                        | 0:26 |
| 14.   | Himalayas (J. P. Nataf)                       | 4:40 |
| 52:27 |                                               |      |

- éditeur : Malifusic (2,3,5,7,10,13) / Pom à Jus (1,4,6,8,9,11,12)

## Musiciens ayant participé
- Christopher Board : piano, orgue Hammond, synthétiseurs, percussions et Fender Rhodes
- J. P. Nataf : chant (2,3,5,7,10 et 13), guitares électriques et acoustiques, basse (12), Fender Rhodes, chœurs, synthétiseurs et percussions
- Michael Rushton : batterie, percussions et chœurs
- Jean-Christophe Urbain : chant (1,4,6,8,9,11 et 12), guitares acoustiques et électriques, basse (7), batterie (2 et 7), Fender Rhodes, orgue Hammond, synthétiseurs, percussions & chœurs
- Bernard Viguié : basse, guitares acoustiques (6 et 12), percussions et chœurs